# 圣何塞竞技俱乐部
圣何塞竞技俱乐部（西班牙語：Club Deportivo San José），是玻利维亚奥鲁罗的一个足球俱乐部。

## 荣誉
- 玻利维亚足球甲级联赛:

冠军 (2): 1995, 2007
亚军(2): 1991, 1992
- 玻利维亚足球乙级联赛:

冠军(1): 2001